# Свободный центр
Свобо́дный центр (ивр. מרכז חופשי, Merkaz Hofshi‎) — одна из политических партий Израиля. Фракционная группа будущей партии была создана в 1965 адвокатом Шмуэлем Тамиром в движении «Херут». В июле 1967 руководство группы возложило на лидера Херута Менахема Бегина личную ответственность за поражение центристов на парламентских выборах и создало уже независимую партию. Она занималась расследованием целого ряда громких коррупционных скандалов, сведения о которых потом передавались в прессу. Так, по инициативе партии на предмет выявления случаев коррупции, хищения и мошенничества расследовались фирма «Автокарз», автосборочный завод в Хайфе, и государственная компания по водоснабжению «Мекорот»; широкий общественный резонанс получило дело министра строительства Авраама Офира. Как результат на парламентских выборах 1969 партия получила четыре места в Кнессете.
Наиболее известными активистами партии в разное время были Акива Ноф, Эхуд Ольмерт и Элиэзер Шостак. Просуществовала до образования объединённой политической партии «Ликуд» («Объединение») в 1974.